# Guerra hispano-camboyana
La guerra entre Camboya y España o Guerra hispano-camboyana (en filipino: Digmaang Kambodyano-Espanyol) (1593-1597) fue un intento del Imperio Español de conquistar Camboya en favor del rey Satha I y su heredero. Junto con los españoles, los filipinos nativos y los mercenarios japoneses participaron en la invasión de Camboya.

## Trasfondo
Cada país tenía diferentes motivos para invadir Camboya. Específicamente, la interferencia tailandesa y la expedición española fueron el resultado de una lucha de poder entre facciones rivales en el gobierno de Camboya. Además, tanto españoles como portugueses participaron en la invasión de Camboya porque Felipe II gobernó tanto España como Portugal.
En febrero de 1593, el gobernante tailandés Naresuen atacó Camboya para luchar contra los birmanos. Más tarde, en mayo de 1593, 100.000 soldados tailandeses (siameses) invadieron Camboya. Preocupado por la potencia siamesa, el rey camboyano Satha I buscó aliados donde pudiera encontrarlos, recayendo su ojo sobre los aventureros ibéricos que operaban desde sus tierras. Un trío de estos, compuesto por el portugués Diogo Veloso y los españoles Blas Ruiz de Hernán Gonzáles y Gregorio Vargas Machuca, fueron contratados como asesores y guardaespaldas del rey.
Ruiz y los suyos trataron de traer refuerzos de la Malaca portuguesa, pero no tuvieron éxito, y lo mismo sucedió en la Manila española, cuyo gobernador, Gómez Pérez das Mariñas, rechazó una alianza formal con Camboya, hallándose más interesado en las Molucas y prefiriendo solamente tratar de arbitrar en el conflicto, especialmente por no indisponerse con los poderosos tailandeses. Una treintena de años más tarde, Hernando de los Ríos Coronel juzgaría esto como una tremenda equivocación, ya que una alianza con Camboya habría sido muy provechosa para la monarquía hispánica.
En todo caso, como resultado de la invasión tailandesa, Lovek fue conquistada en julio de 1594, y Satha huyó a Laos o fue ejecutado, según la versión. Los tres ibéricos fueron capturados junto con otros dos compañeros, Pantaleón Carnero y Antonio Machado, pero lograron escapar de la cautividad siamesa: Veloso y Vargas convencieron al rey de Siam de enviarles a comprar armas de fuego a Manila, donde se fugaron, mientras que Ruiz y los demás se apoderaron del junco que les transportaba y también pusieron rumbo a la capital filipina. Allí lograron por fin recabar una expedición hispana, si bien ésta tardó un año entero en organizarse porque varios sectores de la isla no veían el proyecto seguro.

## Conflicto

### Primera expedición
La expedición española partió en enero de 1596 en tres barcos bajo el mando de Juan Juárez Gallinato, contando con 140 soldados españoles y un número desconocido pero significativo de filipinos y mercenarios japoneses. El buque de Gallinato se desvió por una tormenta, pero los otros dos, juncos comandados por los propios Ruiz y Veloso, arribaron en abril a puerto del río Mekong camboyano, donde se enteraron de que reinaba un antiguo vasallo de Satha I, Ram Mahapabitr. Allí se presentaron como aliados contra los tailandeses.
A pesar de la diplomacia, la presencia española no pasó desapercibida, especialmente después de que tuvieran que verse obligados a expulsar por las armas a un contingente hostil de 2000 chinos en Nom Pen, y ante la tensión de los locales, un dominico de la expedición, Alonso Ximénez, les aconsejó pedirle audiencia al rey para disculparse. Un segmento de la expedición viajó hasta Srei Santhor, pero allí fueron hechos poco menos que rehenes en lugar de ser escuchados, por lo que decidieron realizar una huida nocturna. Al hacerlo, sin embargo, encontraron con que el palacio real estaba mal vigilado, por lo que Veloso aconsejó asaltarlo y capturar a Ram. La incursión fracasó, quedando el monarca herido de muerte en lugar de capturado, pero los ibéricos lograron escapar.
A su reunión con el resto de la expedición, Gallinato había llegado ya a Camboya. Ruiz y Veloso propusieron regresar y tomar el poder aprovechando la oportunidad, pero Gallinato, juzgando que la empresa era demasiado peligrosa y que los víveres escaseaban, ordenó retirarse a buscar aliados a la Cochinchina, en Vietnam. Tuvieron tan poco éxito que debieron retirarse de allí, aunque contando para hacerlo con el apoyo del rey de Sinoa, y la expedición quedó disuelta poco después. Ruiz y Veloso, sin embargo, no volvieron a Manila, sino que se quedaron por las cercanías para seguir esperando la gran oportunidad de hacerse con Camboya.

### Segunda expedición
En octubre del mismo año, Ruiz y Veloso encontraron al heredero de Satha I, Barom Reachea II, que se hallaba exiliado en el reino de Laos. Con la ayuda del dúo y de los seguidores ibéricos, filipinos y japoneses que habían reunido, el joven rey entró en Camboya y recuperó el reino en mayo de 1597, instaurando a los ibéricos como gobernadores, Veloso de la provincia de Ba Phnum y Ruiz de la de Treang. El joven rey les concedió permiso para introducir misioneros católicos, en lo que se consideraba el primer paso para su integración a dominios españoles.
Sin embargo, la situación del país era inestable, y la corte camboyana no tenía simpatías por los variados extranjeros que mantenían el poder. Por ello, Veloso y Ruiz enviaron peticiones de ayuda a Malaca y Manila, elicitando una expedición de auxilio bajo el mando de Luis Pérez das Mariñas, hijo del fallecido Gómez y recientemente sustituido al mando por Francisco Tello de Guzmán. La flota, de cuatro barcos, partió en 1598, pero una tormenta hundió uno de ellos y alejó a los otros dos, obligándoles a recalar en el puerto chino de El Piñal, y al final no consiguieron llegar a tiempo. Las fuerzas ibéricas sólo se vieron reforzadas por un grupo de piratas portugueses encabezados por el mestizo Gouvea y de un grupo de españoles liderados por Luis Ortiz.
El almirante musulmán Oknha Laksamana, líder de un contingente mercenario que se había pasado al bando de Barom Reachea II durante la conquista y ahora rivalizaba con los ibéricos, aprovechó para tomar las riendas de la situación y hacerse fuerte. A diferencia de Veloso y Ruiz, su facción sí pudo recabar refuerzos, amén de que se rumoreaba que Oknha era amante de la madrastra del rey. Los malayos hicieron atacar a Ortiz como provocación, lo que impelió a hispanos bajo el mando de Luis de Villafaña a atacar un campamento malayo, pero las fuerzas malayas, Chams y camboyanas de la oposición devolvieron el ataque y sitiaron los cuarteles hispanos.
Ruiz y Veloso se desplazaron a la zona con un ejército para asistirles, pero cuando llegaron sus aliados ya habían sido diezmados, y se entabló una batalla por tierra y mar en que los dos gobernadores hispanos fueron muertos con la mayor parte de sus fuerzas. Solo unos pocos filipinos y españoles, encabezados por Juan de Mendoza, sobrevivieron a la masacre y escaparon por el Mekong.
Debido al giro, la cristianización planeada de Camboya por parte de España fracasó. Okhna hizo asesinar al rey y tomó el poder él mismo, pero fue derrocado poco después por un ejército con aliados tailandés al mando de otro pretendiente, Barom Reachea IV, tío del difunto monarca. Después del conflicto, en julio de 1599, Camboya quedó bajo el dominio de Tailandia.